# T-64BM

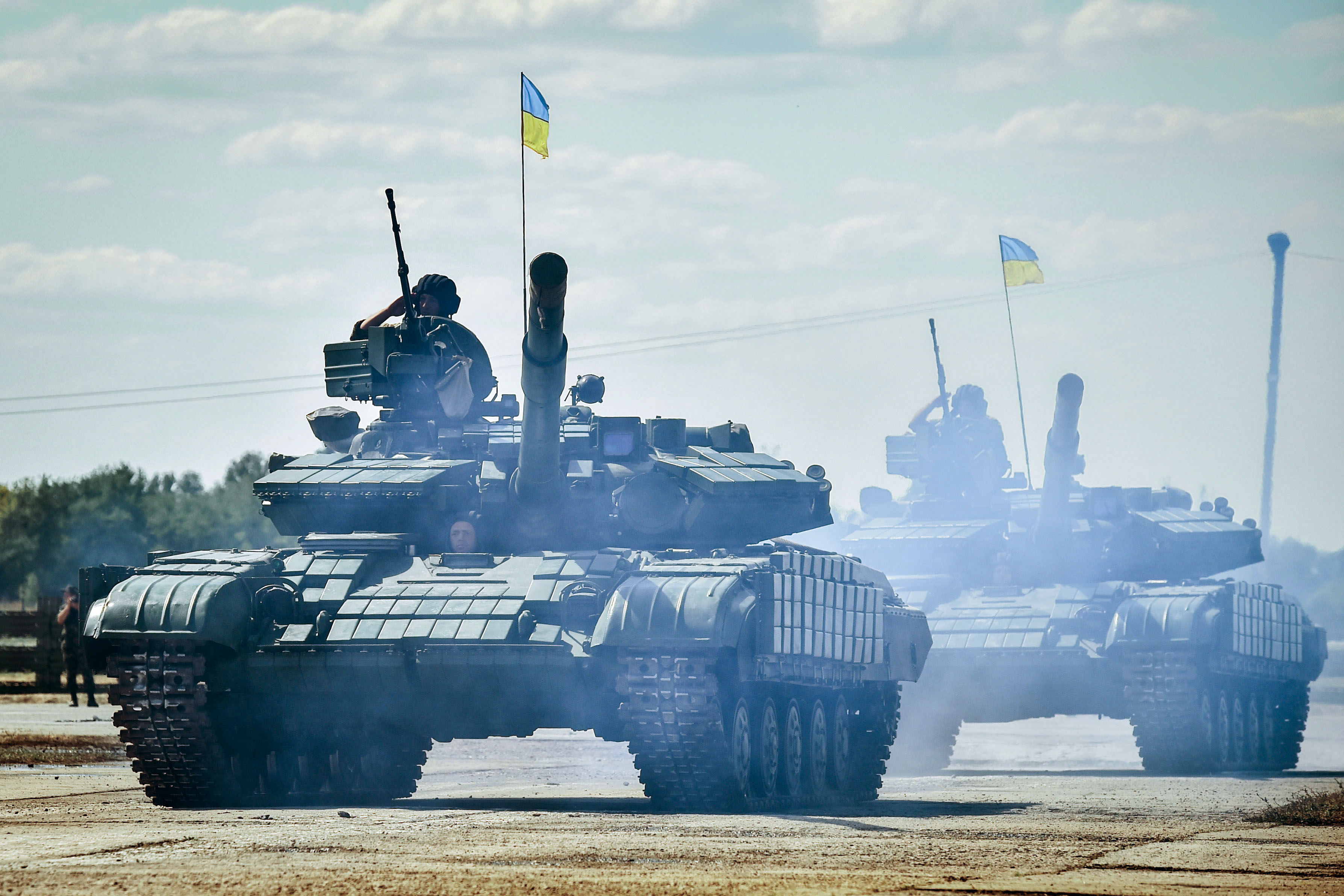
Tanques T-64BM ucranianos.

O T-64BM (ou BM Bulat) foi lançado em 1999. Ele é uma modernização do modelo T-64.

## Descrição
Desenvolvido pela Kharkiv Armored Plant, que é uma modernização do tanque T-64B. Existe um novo sistema de controle de fogo "Bulat", equipado com um complexo para lançamento de mísseis anti-tanque guiados "Kombat".